# US Orléans
Die Union sportive Orléans Loiret football oder kurz US Orléans ist ein französischer Sportverein aus Orléans, der insbesondere durch seine Fußballabteilung bekannt ist.
Bekannt wurde der Verein zunächst durch die 1920 gegründete Fußballsektion des Arago Sport Orléanais, die ihre Spiele im Stade de la rue Moine austrug. Arago war der Sportklub der Kirchengemeinde (Patronage) Saint-Paterne, entstammt also der katholischen Sportbewegung. Erst 1976 schlossen sich seine Fußballer der US Orléans an; mit dieser Fusion – anfangs unter dem Namen USO Arago – ging der Umzug ins Stade de la Source einher, das heute über eine Kapazität von rund 7.533 Plätzen verfügt, allerdings 1989 in einem Pokalspiel gegen die AS Monaco schon einmal 11.700 Zuschauer beherbergt hatte. Die Vereinsfarben der USO sind Rot und Gelb; Arago Sports Farben waren Rot-Weiß.
Vereinspräsident ist Cyril Courtin, die Ligamannschaft wird seit Sommer 2024 trainiert von Hervé Della Maggiore.

## Geschichte
Arago Sport – benannt nach einem im Deutsch-Französischen Krieg erschossenen Bataillonskommandeur – erreichte erstmals 1945 die Runde der letzten acht Mannschaften im Landespokalwettbewerb (unter anderem nach Siegen über AS Angoulême und Red Star). 1947 und 1948 wurde sie jeweils französischer Amateurvizemeister. Auch in den folgenden Jahren drang Arago im Pokal immer wieder in die Hauptrunde vor, wobei der Klub 1955 bis ins Achtelfinale kam. Von 1967 bis 1970 und erneut ab 1972 spielte die Elf in der dritten Liga, stieg bald nach der Fusion aber 1978 in die zweite Division auf und erreichte 1980 als erst sechster unterklassiger Klub seit Einführung des Profifußballs in Frankreich (1932) sogar das Pokalendspiel (1:3 gegen AS Monaco). Monaco beendete 1989 auch den bisher letzten Höhenflug in der Coupe de France, als die USO – unter anderem nach einem 4:0-Auswärtssieg bei Paris Saint-Germain – erneut das Viertelfinale erreichen konnte. 1992 folgte der Abstieg in die dritte, um die Jahrtausendwende sogar bis in die fünfthöchste Liga.

## Ligazugehörigkeit
Profistatus hat der Klub von 1980 bis 1992 besessen, allerdings noch nie erstklassig (Division 1, seit 2002 in Ligue 1 umbenannt) gespielt; 2014 gelang mit dem Aufstieg in die zweite Liga die Rückkehr in den professionellen Bereich, doch 2020 ging es zurück in die semiprofessionelle National.

## Erfolge
- Französischer Pokalfinalist: 1980

## Für den Verein wesentliche ehemalige Spieler und Trainer
| - Marc Berdoll - Bruno Bini - Pierre Bini - László Bölöni - Serge Chiesa | - Patrice Garande - Bruno Germain - André Jacowski - Yann Lachuer - Robert Langers | - Jacky Lemée - Gérard Soler - Édouard Stachowitz („Stako“) - Jules Vandooren - Moncef Zerka |